# Aguascalientes (Stadt)
Aguascalientes (spanisch: „warme Wasser“) ist die Hauptstadt des gleichnamigen zentralmexikanischen Bundesstaates Aguascalientes.
Die Stadt hat 948.990 Einwohner und ist nach den Thermalquellen benannt, welche dort zahlreich zu finden sind. Sie ist bekannt durch die Feria San Marcos, eines der größten mexikanischen Volksfeste, das jährlich im April stattfindet.

## Geschichte
Die Stadt wurde laut seinerzeit offizieller, spanischer Geschichtsschreibung 1575 unter dem Namen Nuestra Señora de la Asunción de Aguascalientes gegründet. Der Name ist ein Hinweis auf die warmen Quellen, die hier gefunden wurden und heute hauptsächlich für Schwimmbäder mit heilenden Wirkungen genutzt werden. Mit der Stadtgründung im Jahre 1575 wollten die Spanier ein Fort zur Abwehr aufständischer Chichimeken erhalten.

## Wirtschaft
In Aguascalientes betreibt der japanische Automobilhersteller Nissan seit dem 13. November 1982 die Planta Automotriz Nissan. Hergestellt werden 2019 der March, Versa, Note, Kicks und Sentra.
Des Weiteren produzieren Daimler und Nissan in ihrem Joint-Venture-Produktionswerk COMPAS (Cooperation Manufacturing Plant Aguascalientes) Premium-Kompaktfahrzeuge der nächsten Generationen der Marken Mercedes-Benz sowie Infiniti.

## Kultur und Sehenswürdigkeiten

### Museen
- Das Museo de la Ciudad (Av. Zaragoza 505) bietet eine Ausstellung über die koloniale Geschichte der Stadt und spanische Gemälde.
- Das Museo José Guadalupe Posada (Jardin Díaz de León Norte) besitzt eine umfangreiche Sammlung von Arbeiten des Zeichners José Guadalupe Posada.
- Im kolonialen Gebäude der Casa de la Cultura (Av. Carranza, Galeana) finden Ausstellungen, Konzerte und Aufführungen statt.
- Das „Museo Nacional de la Muerte“ (Das Museum des Todes) befindet sich in drei aneinandergrenzenden historischen Gebäuden der Innenstadt. Es zeigt die Ikonographie des Todes, die Grabkunst sowie Beispiele der Volkskunst zum Thema Tod, insbesondere die Santa-Muerte-Tradition, quer durch die mexikanische Geschichte.

### Bauwerke
- Der Palacio Municipal, das barocke Rathaus, stammt aus dem 17. Jahrhundert.
- Die barocke Kathedrale von Aguascalientes wurde im 18. Jahrhundert erbaut.

### Regelmäßige Veranstaltungen
Jährlich im April findet die Feria San Marcos, eines der
größten mexikanischen Volksfeste, statt.

## Persönlichkeiten

### Söhne und Töchter der Stadt
- Dolores Jiménez y Muro (1848–1925), Schriftstellerin und Kämpferin für soziale Gerechtigkeit in den Jahren vor und nach der Mexikanischen Revolution
- José Guadalupe Posada (1854–1913), Künstler
- Jesús Fructuoso Contreras (1866–1902), Bildhauer
- Ezequiel Adeodato Chávez Lavista (1868–1946), Jurist und Hochschulrektor (UNM)
- José de Jesús López y González (1872–1950), Bischof
- Saturnino Herrán (1887–1918), Künstler
- Alfonso Esparza Oteo (1894–1950), Komponist, Pianist und Sänger
- Francisco Díaz de León (1897–1975), Künstler
- Gabriel Fernández Ledesma (1900–1983), Künstler
- Anita Brenner (1905–1974), Anthropologin, Kunstkritikerin, Historikerin, Journalistin, Kinderbuchautorin und Übersetzerin
- Ernesto Alonso (1917–2007), Schauspieler, Fernsehregisseur und -produzent
- Javier de la Torre (1923–2006), Fußballspieler
- Arturo Lona Reyes (1925–2020), römisch-katholischer Bischof von Tehuantepec und Vorsitzender der Indigenen-Kommission der mexikanischen Bischofskonferenz
- Jaime Humberto Hermosillo (1942–2020), Filmregisseur
- Luis Antonio Valdez (* 1965), Fußballspieler
- Florencio Ramos (* 1977), Straßenradrennfahrer
- Óscar Macías (Schiedsrichter) (Óscar Macías Romo, * 1981), Fußballschiedsrichter
- Karen Díaz (* 1984), Fußballschiedsrichterassistentin
- Adonai Escobedo (* 1987), Fußballschiedsrichter
- William Paul Yarbrough (* 1989), Fußballspieler
- Marcela Prieto (* 1992), Radrennfahrerin
- Sebastián Córdova (* 1997), Fußballspieler
- Lizbeth Ovalle (* 1999), Fußballspielerin

### Weitere Persönlichkeiten
- Ramón Godinez Flores (1936–2007), Bischof
- Luis Ernesto Pérez (* 1981), Fußballspieler

## Klimatabelle
|                       | Jan  | Feb  | Mär  | Apr  | Mai  | Jun  | Jul   | Aug   | Sep  | Okt  | Nov  | Dez  |   |       |
| Mittl. Tagesmax. (°C) | 22,3 | 24,1 | 26,6 | 28,8 | 30,7 | 29,5 | 27,2  | 27,0  | 26,4 | 25,8 | 24,6 | 22,8 | ⌀ | 26,3  |
| Mittl. Tagesmin. (°C) | 4,4  | 5,8  | 8,5  | 11,3 | 14,3 | 15,5 | 14,7  | 14,4  | 14,0 | 11,2 | 7,5  | 5,4  | ⌀ | 10,6  |
|                       |      |      |      |      |      |      |       |       |      |      |      |      |   |       |
| Niederschlag (mm)     | 15,2 | 4,7  | 1,2  | 6,4  | 19,7 | 69,9 | 115,5 | 115,5 | 76,9 | 31,8 | 8,2  | 10,9 | Σ | 475,9 |
|                       |      |      |      |      |      |      |       |       |      |      |      |      |   |       |
| Regentage (d)         | 2,4  | 1,3  | 0,7  | 1,6  | 3,6  | 9,1  | 12,8  | 12,2  | 8,7  | 4,5  | 1,8  | 2,3  | Σ | 61    |

| 4,4 |

| 5,8 |

| 8,5 |

| 11,3 |

| 14,3 |

| 15,5 |

| 14,7 |

| 14,4 |

| 14,0 |

| 11,2 |

| 7,5 |

| 5,4 |

| 4,4 |

| 5,8 |

| 8,5 |

| 11,3 |

| 14,3 |

| 15,5 |

| 14,7 |

| 14,4 |

| 14,0 |

| 11,2 |

| 7,5 |

| 5,4 |